# Pieni Tervajärvi
Pieni Tervajärvi är en sjö i kommunen Sotkamo i landskapet Kajanaland i Finland. Sjön ligger 170,6 meter över havet. Den är 10 meter djup. Arean är 36 hektar och strandlinjen är 2,52 kilometer lång. Sjön  ingår i Uleälvens huvudavrinningsområde.   Den ligger omkring 49 kilometer öster om Kajana och omkring 490 kilometer norr om Helsingfors. 